# Irene Molloy
Irene Molloy (* 13. Dezember 1978 in Philadelphia, Pennsylvania) ist eine US-amerikanische Schauspielerin und Sängerin.

## Leben
Irene Molloy wuchs als älteste von fünf Schwestern in Philadelphia auf. Ihr Vater ist Computerberater (computer analyst), ihre Mutter Kinderkrankenschwester (neo-natal nurse). Erste Bühnenerfahrungen sammelte sie als Sängerin in Kirchen und diversen Theaterproduktionen. Während ihres Senior-Jahres an der High School spielte sie die Hauptrolle im Andrew Lloyd Webber Musical Whistle Down The Wind in Washington, D.C. Da die Aufführung dort nicht genug Erfolg hatte, schaffte sie es nicht an den Broadway. Allerdings bekam Molloy für ihre Rolle in dem Stück die Outer Critics Circle Nomination for Outstanding Featured Actress.
Nach ihrem High-School-Abschluss zog Molloy 1996 nach New York City und versuchte sich mit diversen Kellnerjobs den Lebensunterhalt zu finanzieren. Sie ging weiter zu Vorsprechen und bekam schließlich eine Rolle im Broadwaystück The Civil War. Für diese Rolle wurde sie für den Helen Hayes Award nominiert. Außerdem spielte sie im Musical Romeo und Julia die Hauptrolle der Julia. Etwa 1999 zog Molloy nach Hollywood und bekam dort 2000 ihre erste große Rolle in Starlets. Nachdem die Serie abgesetzt wurde, spielte sie einige Zeit in Die Welt und Andy Richter. Heute konzentriert sie sich hauptsächlich auf ihre Musik. Ein Album namens The Irene Molloy EP ist bereits erscheinen.
Molloy wandert, campt, reist, macht Yoga und schreibt eigene Songs. Momentan lebt sie in Los Angeles. Sie hat irische und philippinische Wurzeln.

## Filmografie
- 1999: Story of a Bad Boy
- 2000: Starlets (Grosse Pointe) als Hunter Fallow/Becky Johnson
- 2002: Die Welt und Andy Richter (Andy Richter Controls the Universe) als Wendy McKay